# NGC 2488
NGC 2488 је елиптична галаксија у сазвежђу Рис која се налази на NGC листи објеката дубоког неба.
Деклинација објекта је + 56° 33' 10" а ректасцензија 8h 1m 45,6s. Привидна величина (магнитуда) објекта NGC 2488 износи 12,6 а фотографска магнитуда 13,6. NGC 2488 је још познат и под ознакама UGC 4161, MCG 9-13-109, CGCG 287-29, PGC 22520.